# Bengt Collmar
Bengt Carl Axel Collmar, född 14 juni 1944 i Stockholm, är en svensk konstnär. Han är även känd under namnet Vargmannen.
Collmar studerade vid Konstfackskolan i Stockholm på 1960-talet. Han har medverkat i ett stort antal separat- och samlingsutställningar på bland annat Gummesons konsthall, Galerie Moderne, Konstakademien, Kulturhuset i Stockholm, Liljevalchs konsthall och Arkivet i Lund. Tillsammans med konstnärsgruppen Transcendentalisterna ställde han ut på Upper Street Gallery i London. Bland hans offentliga arbeten märks en utsmyckning i akryl på fångvårdsanstalten Hall. 
Han tilldelades Stockholms stads kulturstipendium 1970 och 1989 samt Stockholms kulturnämnds pris för bästa Stockholmsskildring 1996. 
Han utgav 2002 boken Collmar Vargmannen, som skildrar hans konstnärsliv. 
Collmar är representerad vid Statens konstråd och ett flertal landsting och kommuner.